# District de Pannonhalma
Le district de Pannonhalma (en hongrois : Pannonhalmi járás) est un des 7 districts du comitat de Győr-Moson-Sopron en Hongrie. Créé en 2013, il compte 15 522 habitants et rassemble 17 localités : 16 communes et une seule ville, Pannonhalma, son chef-lieu.
Cette entité existait déjà auparavant sous le nom de district de Puszta (Pusztai járás) jusqu'en 1941. Le district a été supprimé lors de la réorganisation territoriale de 1950.

## Localités
- Bakonygyirót
- Bakonypéterd
- Bakonyszentlászló
- Écs
- Fenyőfő
- Győrasszonyfa
- Lázi
- Nyalka
- Pannonhalma
- Pázmándfalu
- Ravazd
- Románd
- Sikátor
- Tarjánpuszta
- Táp
- Tápszentmiklós
- Veszprémvarsány